# Єпифанівка
Єпифа́нівка — село в Україні, у Сєвєродонецькій міській громаді Сєвєродонецького району Луганської області. Орган місцевого самоврядування — Сєвєродонецька міська громада. Населення на 2017 рік становить 1355 осіб.
Засноване село у 1755 році.
Село розташоване на берегах двох річок: Плотва та Борова, на відстані 45 км від районного центру та за 24 км від найближчої залізничної станції Рубіжне.
Шосе, що пролягає через село, сполучає його з містами Сіверськодонецьк, Рубіжне та Старобільськ. 
У 2020 році селу виповнилося 265 років.
Село мало свій храм, зруйнований у радянські часи.

## Населення
За даними історико-статистичного опису Харківської єпархії наводяться дані про чисельність населення в селі, то у 1800 році тут мешкало 1778 осіб, 1850 року — 2523 осіб. На 2017 рік чисельність населення в селі складала 1355 осіб.

## Назва
За усними переказами старожилів, назва села походить від першого поселенця – Єпіфана, який мешкав на правому березі річки Плотва. Оселився він там близько 1755 -1757 рр.
19 вересня 2024 року Верховна Рада підтримала перейменування села Єпіфанівка на Єпифанівка у рамках дерусифікації. 26 вересня 2024 року перейменування набуло чинності.

## Історія
Перші поселенці переважно були хліборобами. Поміщиків в селі не було, але поміщицькі землі були. На території нинішнього Рубіжного проживав пан Білозьоров, власник земель у Єпифанівці, які обробляли жителі села. Радянська влада була встановлена у грудні 1917 року. На сходці села було прийнято рішення про створення сільської ради  й обрано першого голову села — Романа Прокоповича Задорожнього. Затверджено статут про переділ землі. Згідно з «Декретом про землю» селяни Єпифанівки отримали 12 тис. десятин землі.
1921 року в селі організовано комітет бідноти, який очолив Митрофан Андрійович Куценко. Ним і було проведено розподіл землі.
У лютому 1930 року був організований перший колгосп імені Сталіна. А в 1934 році відбулася реорганізація, і на базі цього колгоспу було створено 3 колгоспи: імені Калініна, «Більшовик» та «Нове життя».
Село постраждало внаслідок геноцидів українського народу — Голодоморів, проведених урядом СРСР у 1932—1933 та 1946—1947 роках.
Наприкінці 1950 року 3 колгоспи об'єдналися в один під назвою «Путь до комунізму». В ті часи на території села мешкало більш як 2500 осіб на 10 вулицях: Чабаклин, Ляхівка, Рубашківка, Бузинівка, Хаблівка, Синяківка, Бесарабія, Зацерківка, Сюсюрівка, Занудівка. За весь час існування сільської ради, її очолювали: Задорожній Р. П., Заярний В. В., Зубарь І. Г., Савенко П. В., Трубников І. Б., Каут М. В., Волошина Л. С., Несмашний О. В. та Островерхова Н. А.
До середини 1960-х років на території сільської ради працювало чотири магазини та кафе-їдальня, два водяні млини та олійниця, сільський клуб, два кінопрокатні зали, медпункт, сільська бібліотека, три дитячі садки, які відвідувало від 30 до 40 дітей кожний, дві початкові та восьмирічна школи.
1973 року було зведено нову будівлю для сільської ради, а також їдальню, гуртожиток та комплексний приймальний пункт. На цей час площа сільради становила 6139 га, із них землі запасу — 326 га, резервного фонду — 410 га, водного фонду — 3 га, лісів — 896 га. 

### Школа
Історія школи — це ціла історія епохи. Починалося все з церковнопарафіяльної школи, з одного вчителя та багатьох учнів, які хотіли вчитися.
У дореволюційний шлях у селі діяло дві школи: земська та церковнопарафіяльна. Перша — для дітей заможних батьків, друга – для решти населення. Першою вчителькою була Рогівська Валентина Ростиславівна, 1877 року народження. 
Проте, з роками виникла потреба в просторій, новій школі, яка б відповідала сучасним вимогам. Так 1987 року в селі з’являється новобудова – двоповерхова школа проектною потужністю 192 учні. Цим жителі завдячують колишньому голові колгоспу А. І. Нестеренкові.
За час свого існування нова школа кілька разів змінювала статус: восьмирічна, неповна середня, загальноосвітня ЗОШ 1-2 ступенів. На цей час школа не тільки дбає про дітей шкільного віку, а й опікується дошкільнятами, бо з 2010 року тут працює короткотривалого перебування дітей дошкільного віку. Школу газифіковано, зроблено ремонт.

### Бібліотека
Єпифанівська бібліотека була відкрита 1946 року при Єпифанівському сільському клубі. Спочатку книжковий фонд становив усього 154 екземпляри. Читачів було 48 осіб. Першим завідувачем клубу був Микола Макарович Курочка. 1952 року бібліотека відокремилася. На той час читачів було 232, а книжковий фонд уже становив 1954 екземпляри. З кожним роком книжковий фонд збільшувався, і в цьому була немала заслуга працівників бібліотеки. Установа стає однією з найкращих у районі за підсумками роботи. 24 травня 1964 року Єпифанівська бібліотека одержала Диплом Луганського обласного управління культури та Президії обкому Профспілки працівників культури. Їй присвоїли звання культосвітньої установи відмінної роботи.
1974 року бібліотека стає районною школою передового досвіду з науково-інформаційного та бібліографічного обслуговування трудівників села. З кожним роком ця установа все більше спрямовує свою роботу на краще вивчення та задоволення читацького попиту. Вона бере активну участь у житті громади, співпрацюючи з клубом, школою та сільською радою.

### Церква
У 1799 році село мало свій храм Василя Великого, священником був Лук'ян Федоров. Сільська парафія налічувала 1634 вірних, з них 823 чоловіки та 811 жінок. Храм було знищено радянською владою (на мапі 1943 року він вже відсутній). Тепер служба відбувається у будівлі колишньої церковно-парафіяльної школи, настоятель ієрей Сергій Тучин.

## Світлини

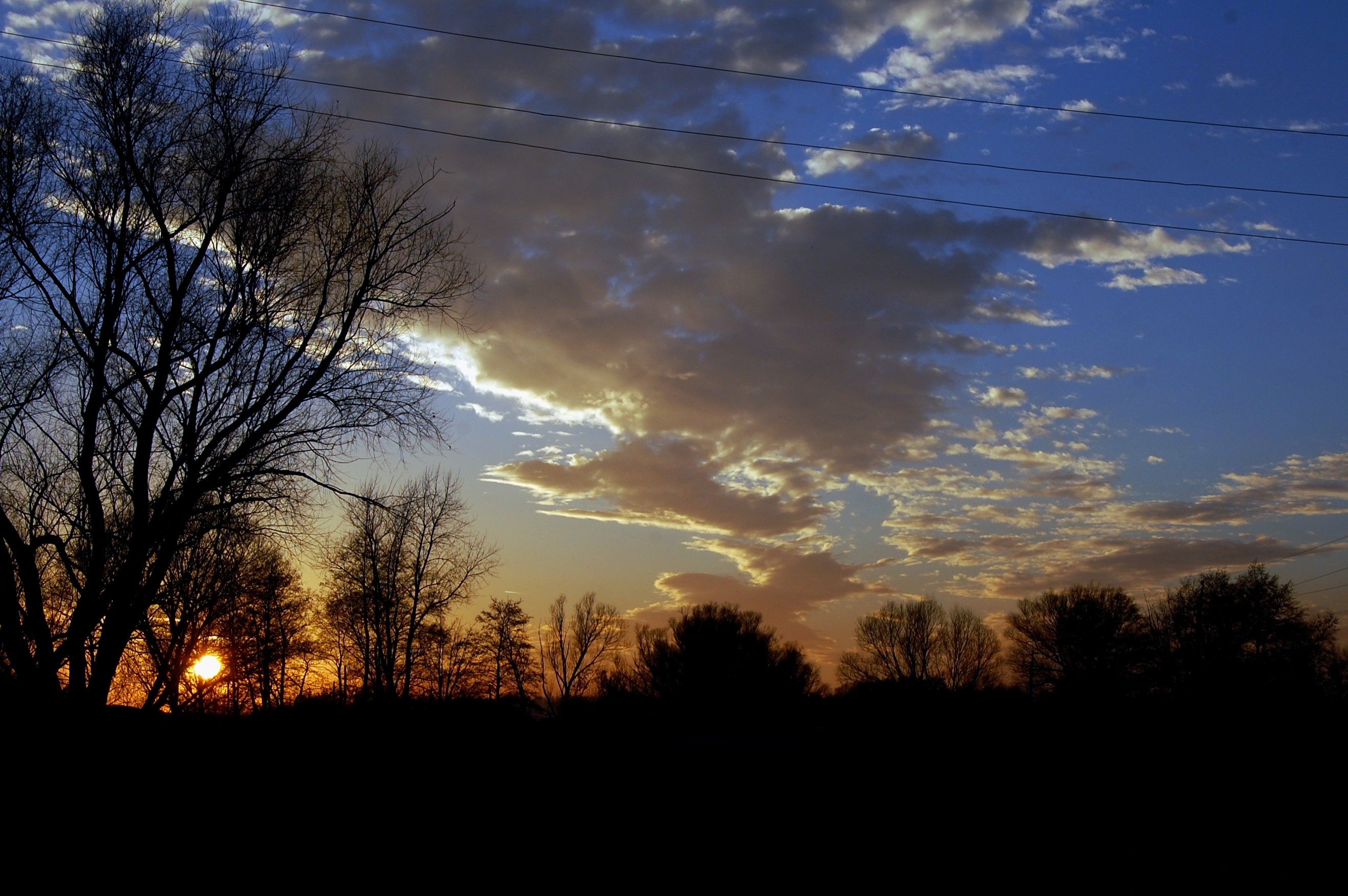
Захід сонця
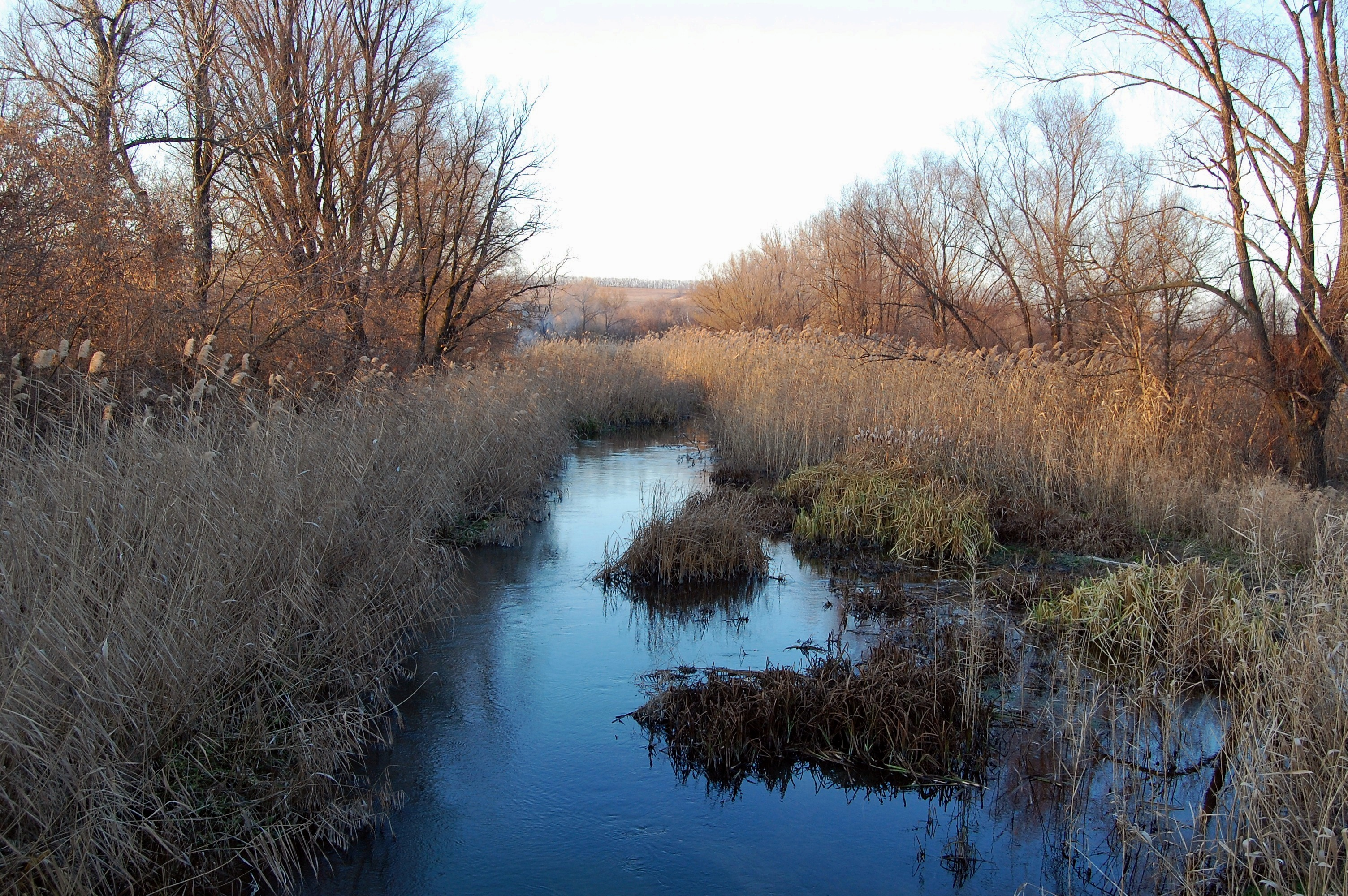
Річка Борова
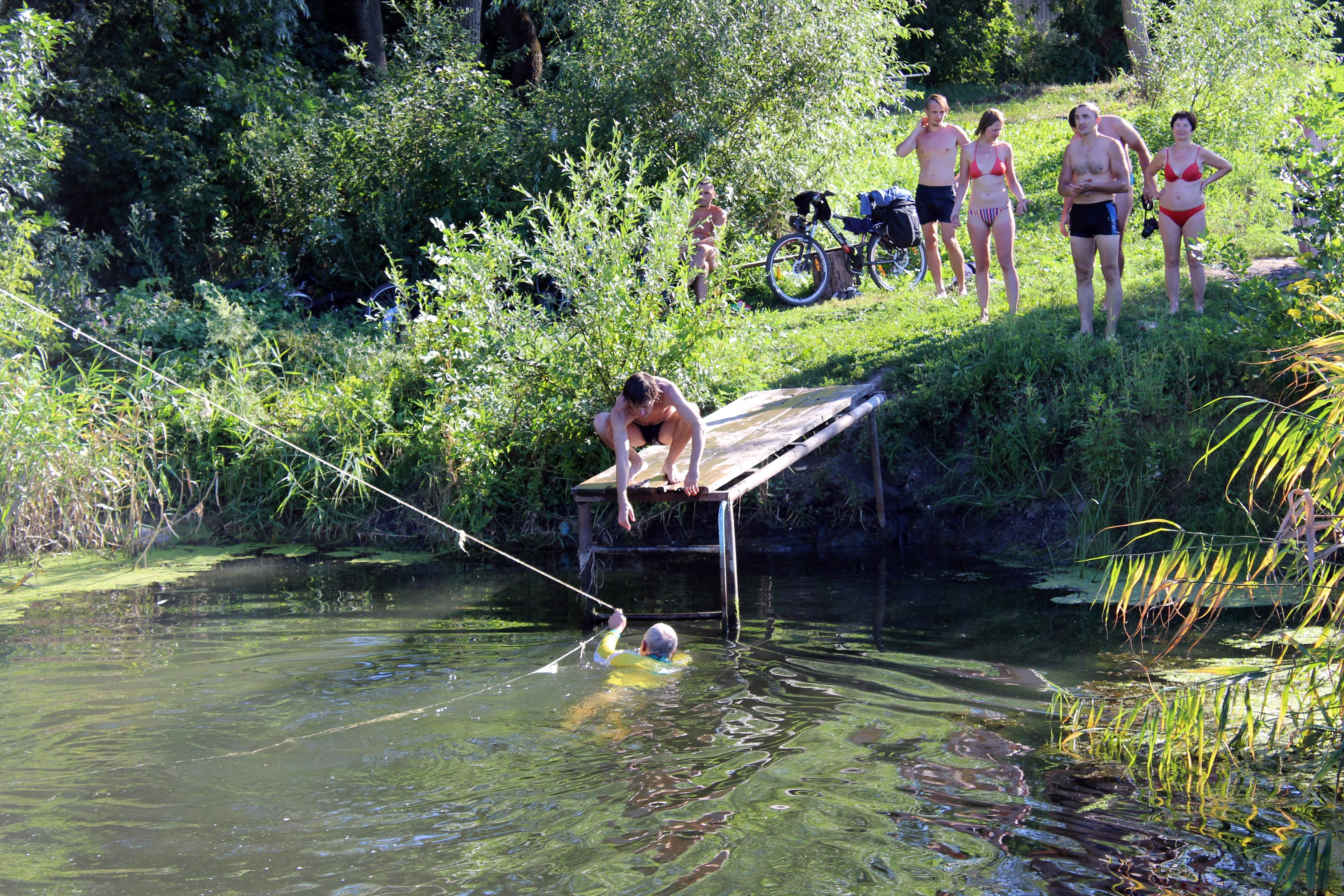
Пляж
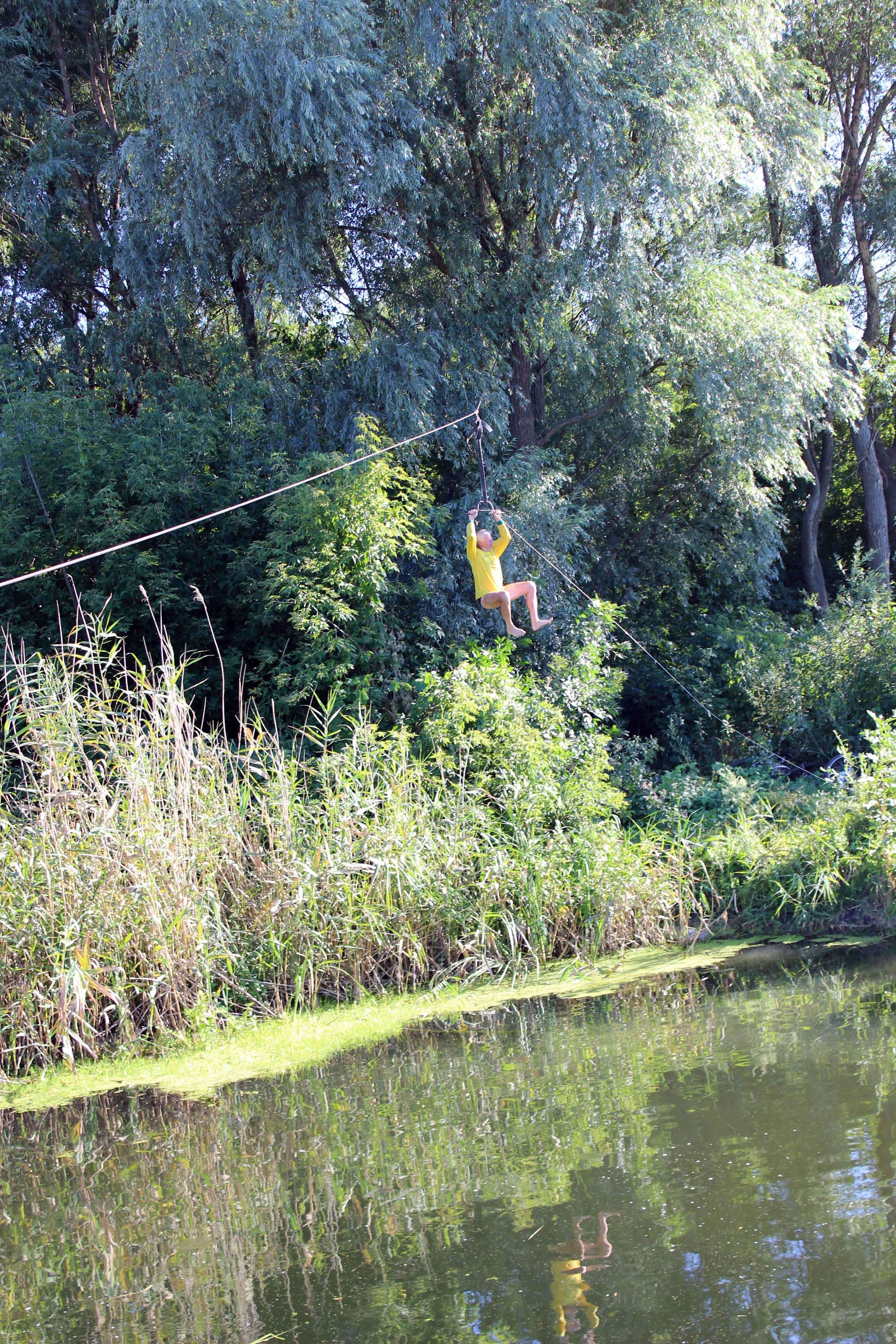
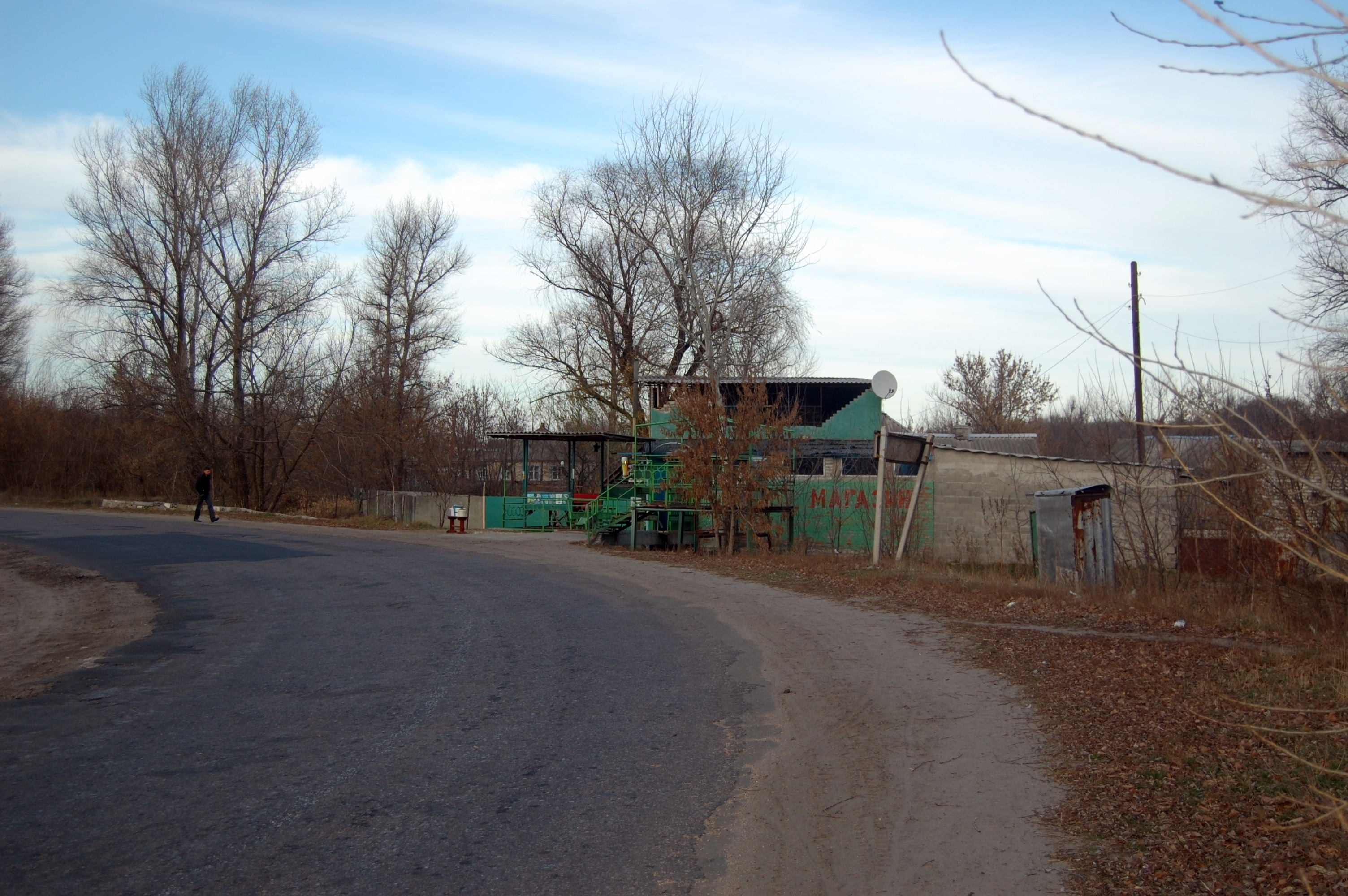
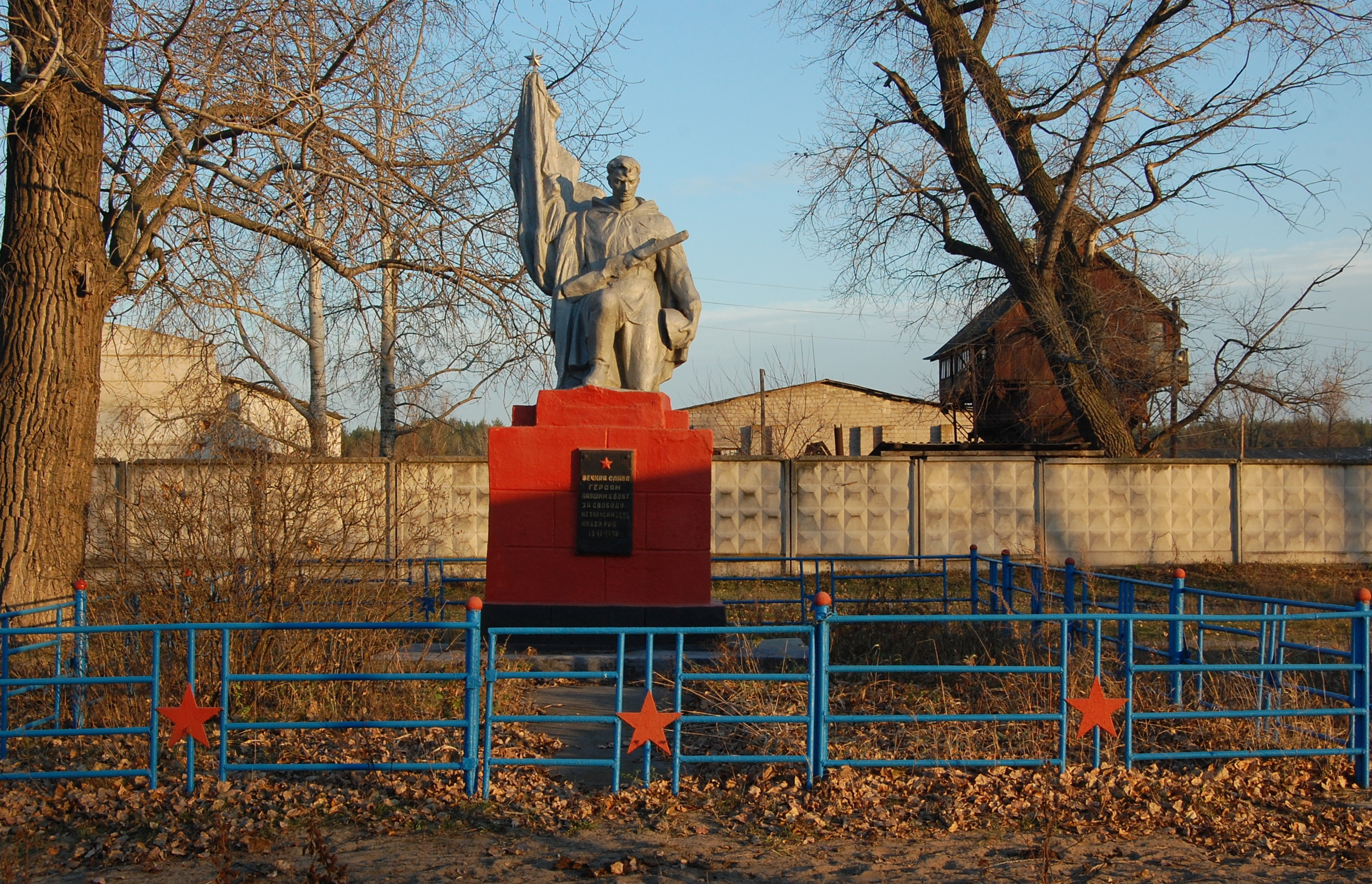
Меморіал
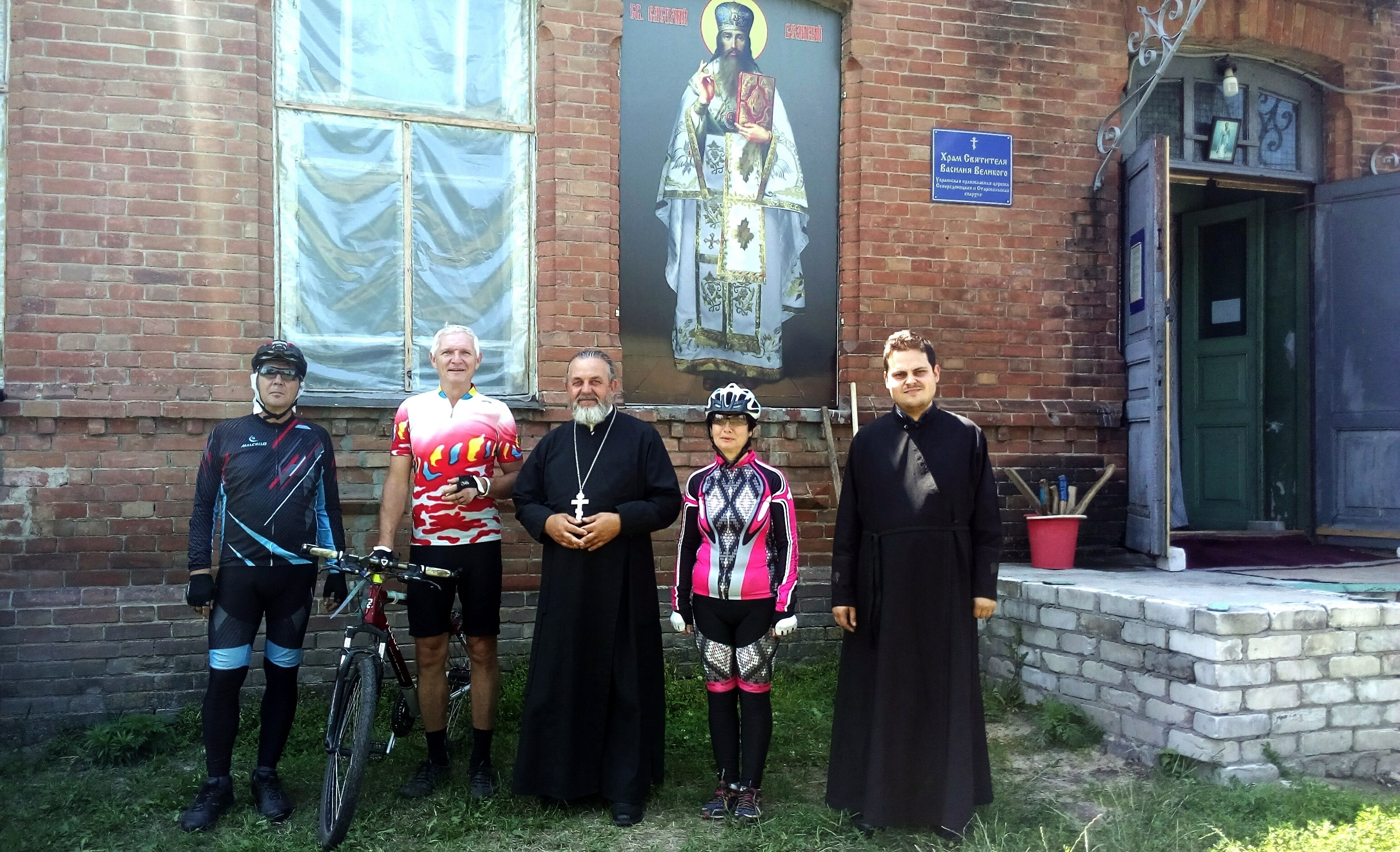
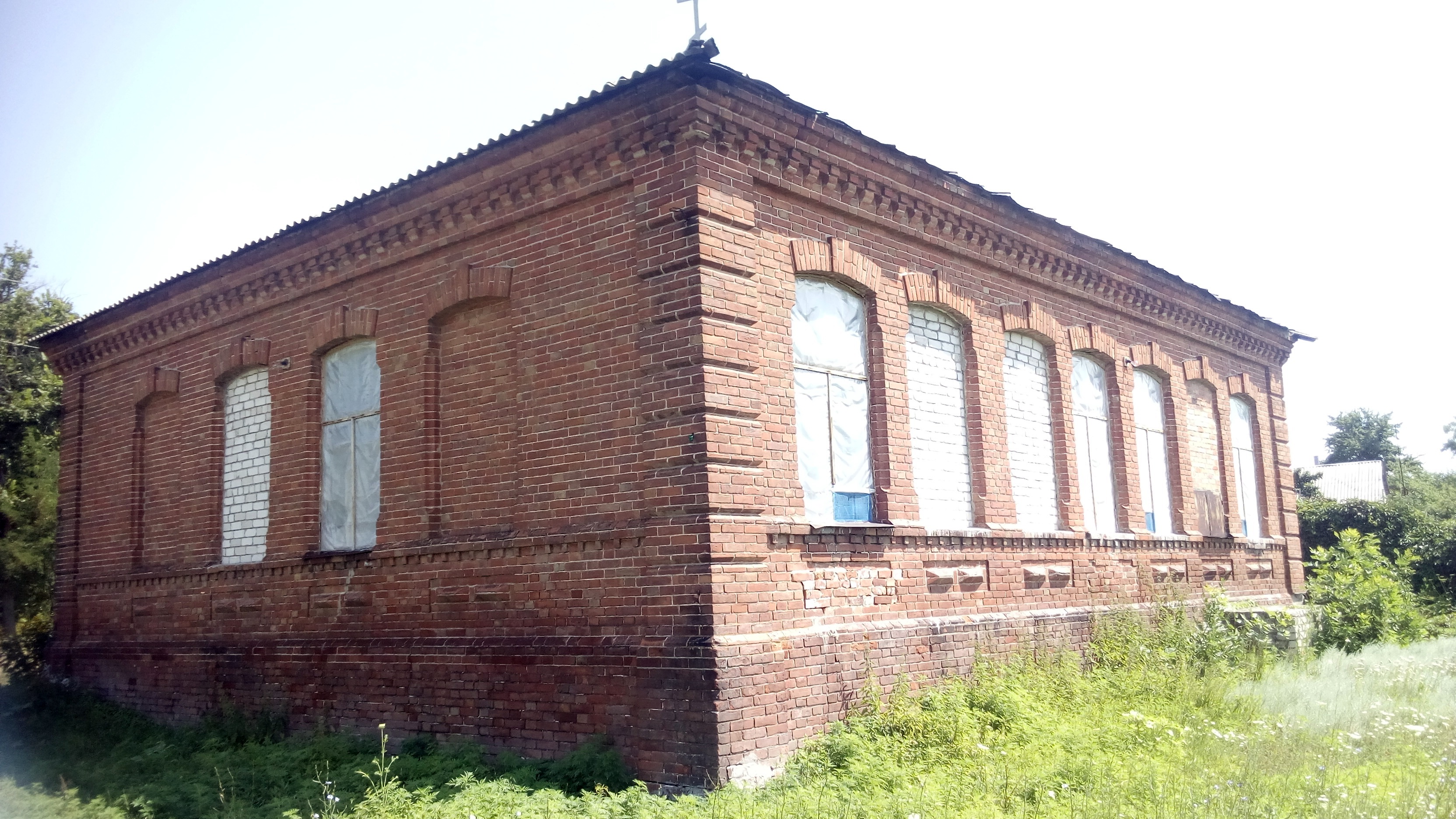
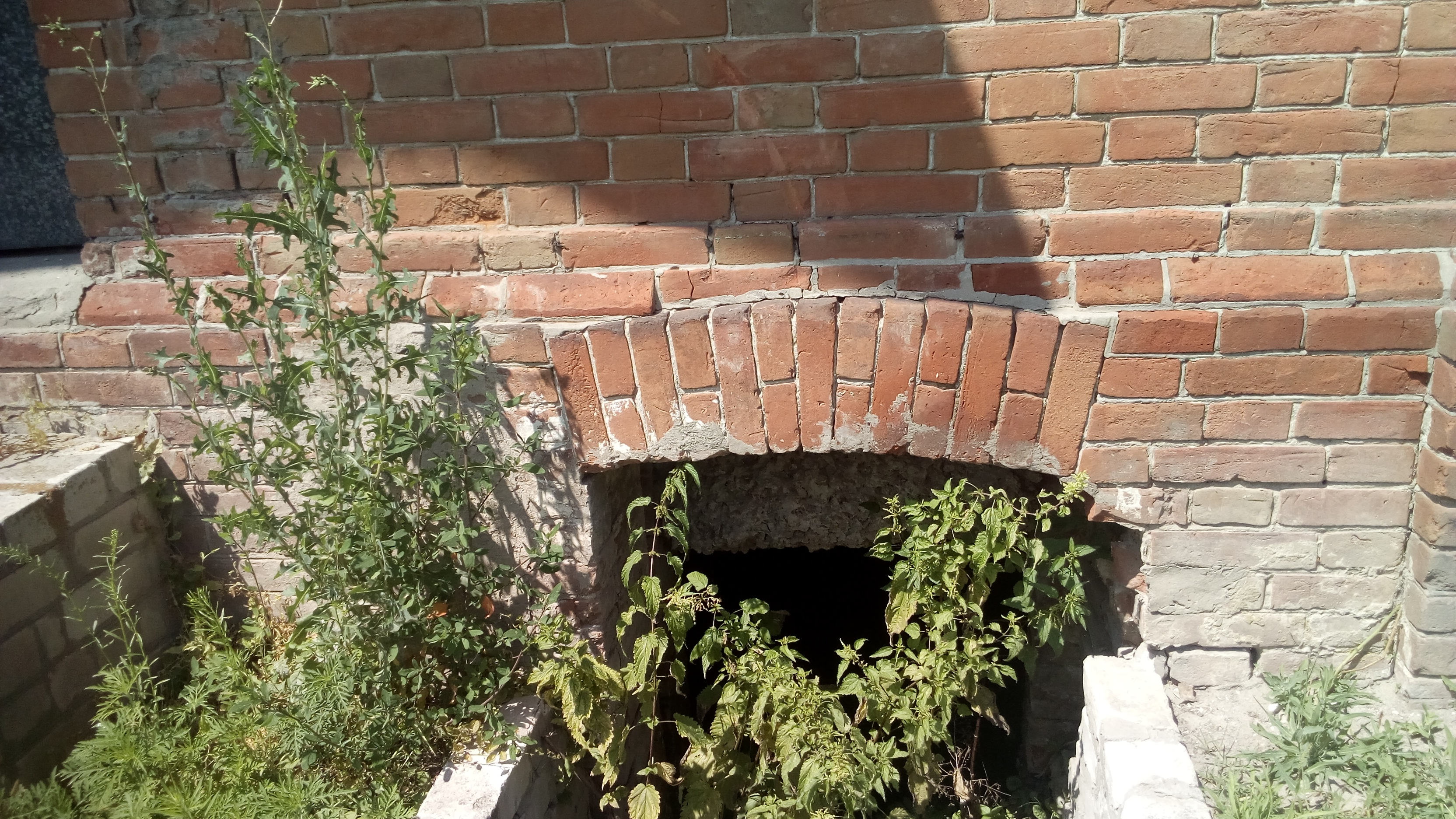
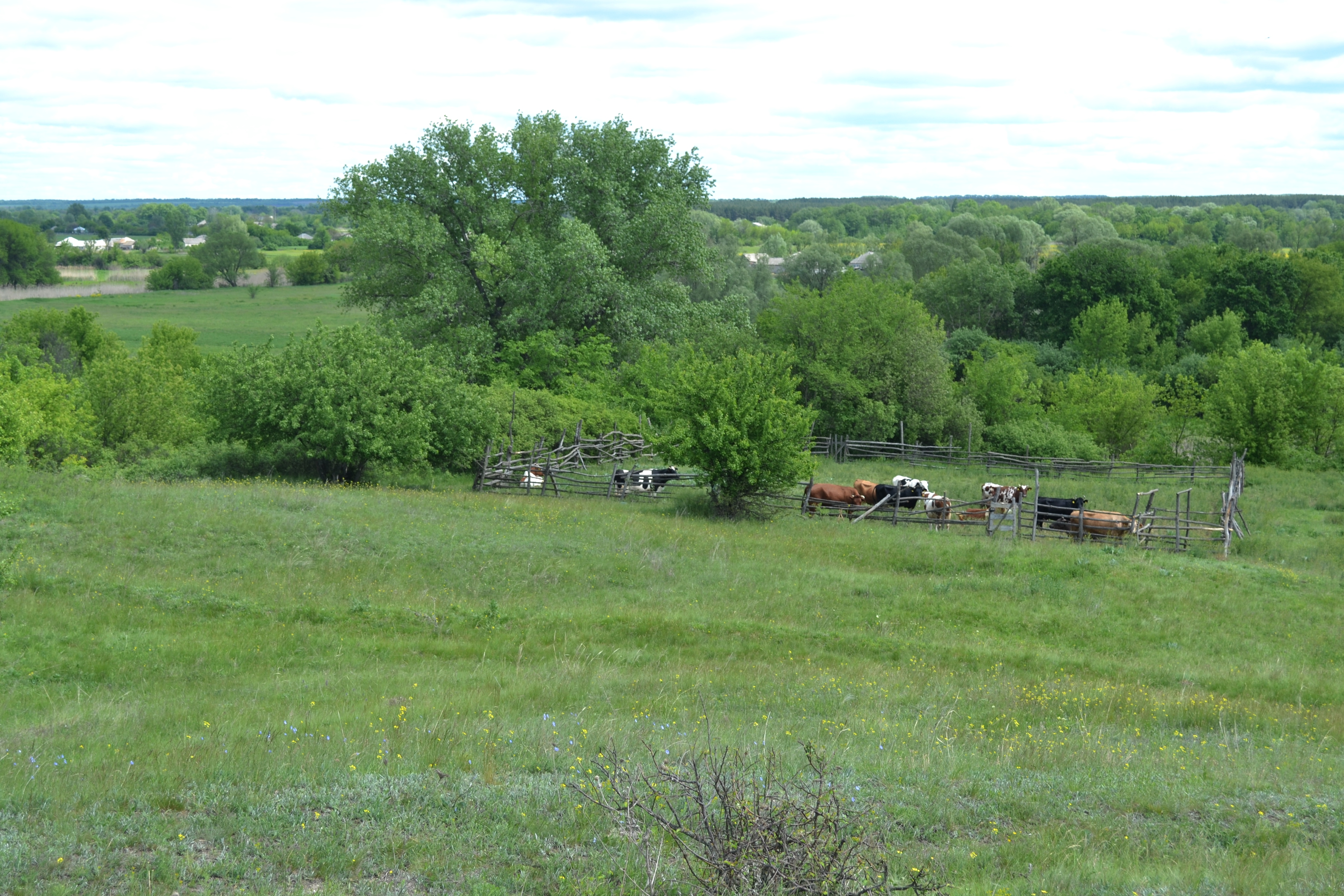
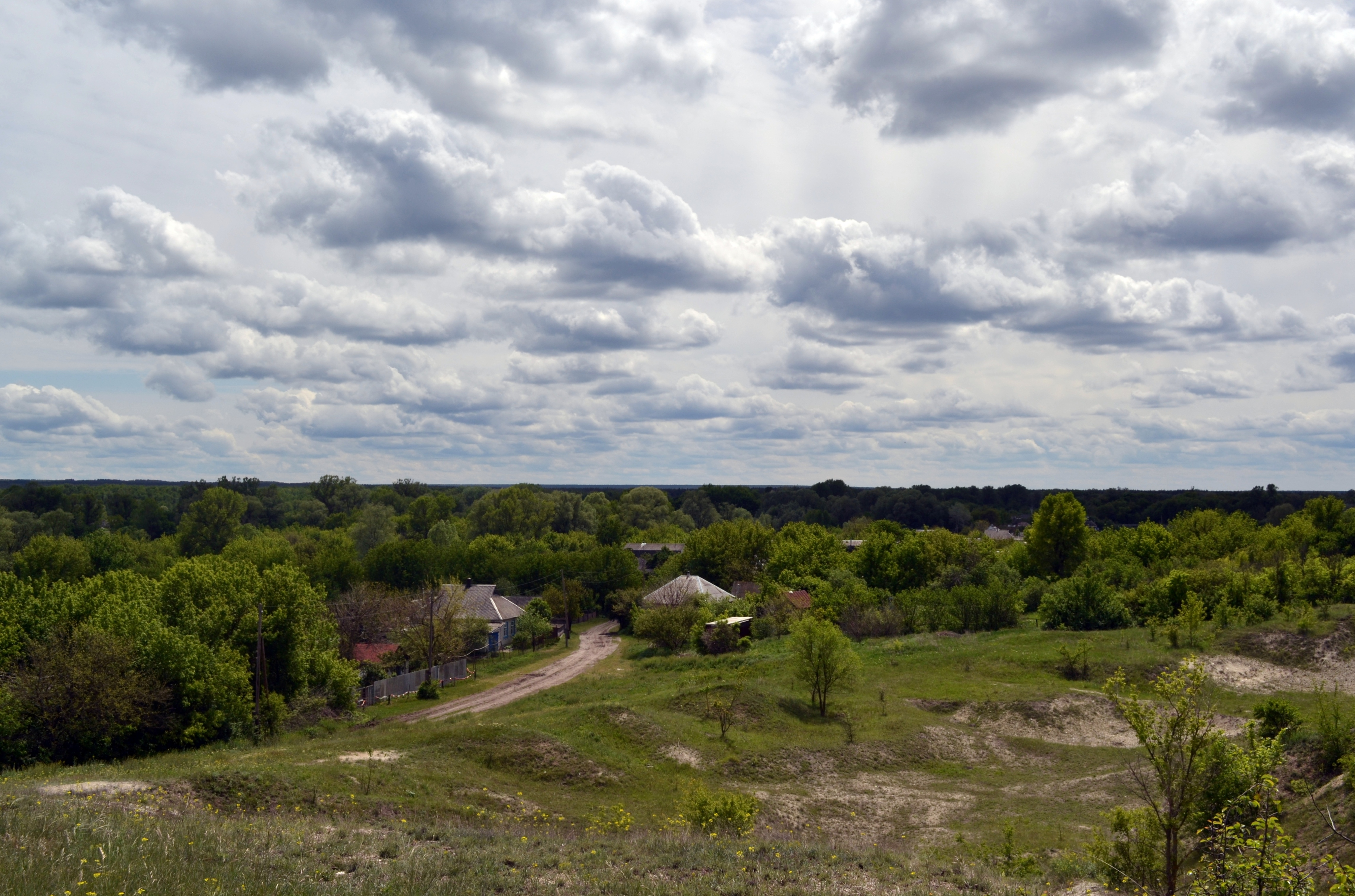